# Organizm wielokomórkowy
Organizm wielokomórkowy – organizm składający się z wielu zintegrowanych komórek, które współpracują ze sobą w zgrupowaniach zwanych tkankami. Te natomiast u większości organizmów wielokomórkowych (z wyjątkiem najbardziej prymitywnych, np. gąbek) tworzą narządy. Do organizmów wielokomórkowych należą rośliny, zwierzęta, niektóre protisty (np. niektóre zielenice i krasnorosty oraz wszystkie znane brunatnice) i niektóre grzyby (głównie kapeluszowe).
Organizmem będącym na pograniczu jedno- i wielokomórkowości jest toczek (Volvox sp.), który wykazuje pewną specjalizację komórek wewnątrz cenobium. Także komórczaki i kolonie bakteryjne można uznać za formy przejściowe między jedno- i wielokomórkowością.
Organizmy wielokomórkowe powstały z organizmów jednokomórkowych (najprawdopodobniej orzęsków) w ewolucyjnym procesie celularyzacji.